# Halbun
Halbun (arab. حلبون) – miejscowość w Syrii, w muhafazie Damaszek. W 2004 roku liczyła 6521 mieszkańców.